# Natasha O'Keeffe
Natasha Dervill O'Keeffe (Brighton, 1 de diciembre de 1986) es una actriz británica de cine, teatro y televisión, reconocida por su papel como Abbey en la serie de televisión británica Misfits, Fedora en la serie Jekyll and Hyde, Emelia Ricoletti en Sherlock y Lizzie Stark en Peaky Blinders.

## Filmografía

### Cine
| Año  | Título                              | Rol     | Notas |
| ---- | ----------------------------------- | ------- | ----- |
| 2008 | Abraham's Point                     | Sarah   |       |
| 2013 | A Little Place Off the Edgware Road | Wife    | Corto |
| 2013 | Svengali                            | Natasha |       |
| 2013 | Filth                               | Anna    |       |
| 2024 | Widow Clicquot                      | Anne    |       |

### Televisión
| Año       | Título            | Rol                      | Notas                            |
| --------- | ----------------- | ------------------------ | -------------------------------- |
| 2010-12   | Lip Service       | Sadie Anderson           | 10 episodios                     |
| 2012-13   | Misfits           | Abbey Smith              | 11 episodios                     |
| 2013      | Law & Order       | Connie Moran             | 1 episodio                       |
| 2013–2022 | Peaky Blinders    | Lizzie Stark             | Rol recurrente                   |
| 2015      | The Last Panthers | Kirsty                   |                                  |
| 2015      | Jekyll and Hyde   | Fedora                   |                                  |
| 2016      | Sherlock          | Emilia Ricoletti         | Episodio: "The Abominable Bride" |
| 2017      | Strike            | Charlotte Campbell/ Ross | 3 episodios                      |
| 2023-25   | The Wheel of Time | Lanfear                  | 14 episodios                     |